# بوژی دار
بوژی دار (به چکی: Boží Dar) یک منطقهٔ مسکونی در جمهوری چک است که در ناحیه کارلووی واری واقع شده‌است. بوژی دار ۱۸۵ نفر جمعیت دارد.